# 布里多克 (捷普利克區)
48°35′7″N 29°30′44″E / 48.58528°N 29.51222°E
布里多克（烏克蘭語：Брідок）是位於烏克蘭西部文尼察州裏海辛區的村莊，始建於1928年，面積0.22平方公里，海拔高度178米，2001年人口774，人口密度每平方公里3,534.25人。